# Paris (Idaho)
Paris is een plaats (city) in de Amerikaanse staat Idaho, en valt bestuurlijk gezien onder Bear Lake County.

## Geschiedenis
Deze plaats werd op 26 september 1863 gesticht door een dertigtal mormonenfamilies. Het waren hoofdzakelijk mensen van Britse afkomst. De volgende lente kwamen hier nog 700 migranten toe die deze plek niet verlieten ondanks de extreem koude winter van 1864-65. In 1872 bleek dat zij zich niet in Utah hadden gevestigd zoals ze eerst dachten, maar in Idaho. In 1875, bij de stichting van Bear Lake County werd Paris de zetel van dit gebied.
Een van de zonen van Brigham Young ontwierp de kerk van Paris. In 1884 startten de bouwwerken tot de voltooiing in 1889. Bouwlieden van Zwitserse afkomst begonnen aan de constructie in 1884 die vijf jaar zou duren. Men haalde rotsblokken van rode zandsteen uit een canyon die 30 km verderop lag, ten oosten van Paris. In de winter gebruikte men sleden die door paarden over het ijs van het bevroren Bear Lake werden getrokken.
Bij de volkstelling in 2000 werd het aantal inwoners vastgesteld op 576.
In 2006 is het aantal inwoners door het United States Census Bureau geschat op 517, een daling van 59 (-10,2%).

## Geografie
Volgens het United States Census Bureau beslaat de plaats een oppervlakte van
9,1 km², waarvan 9,0 km² land en 0,1 km² water.

## Afbeeldingen

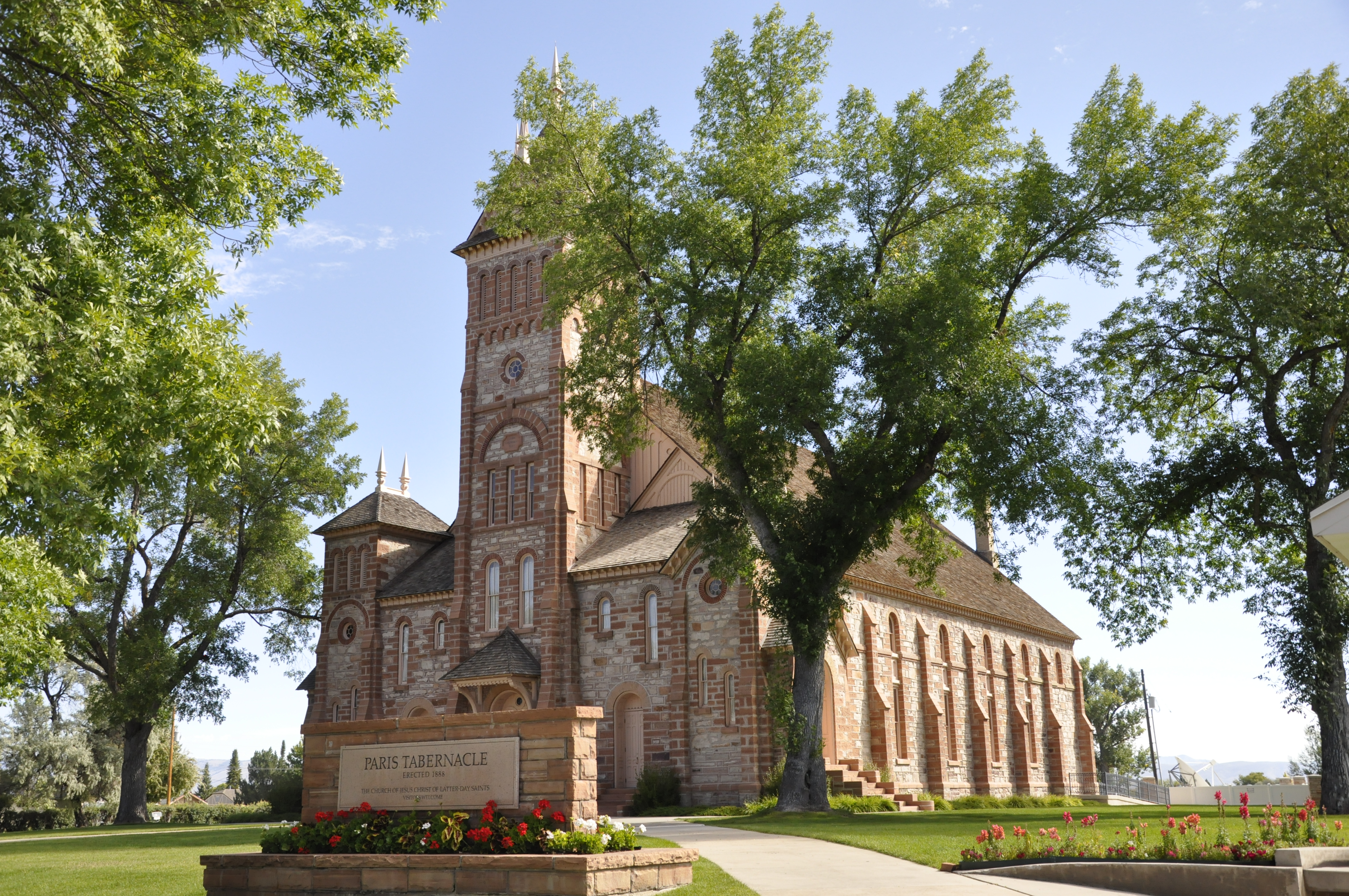
Tabernakel van de mormonen te Paris
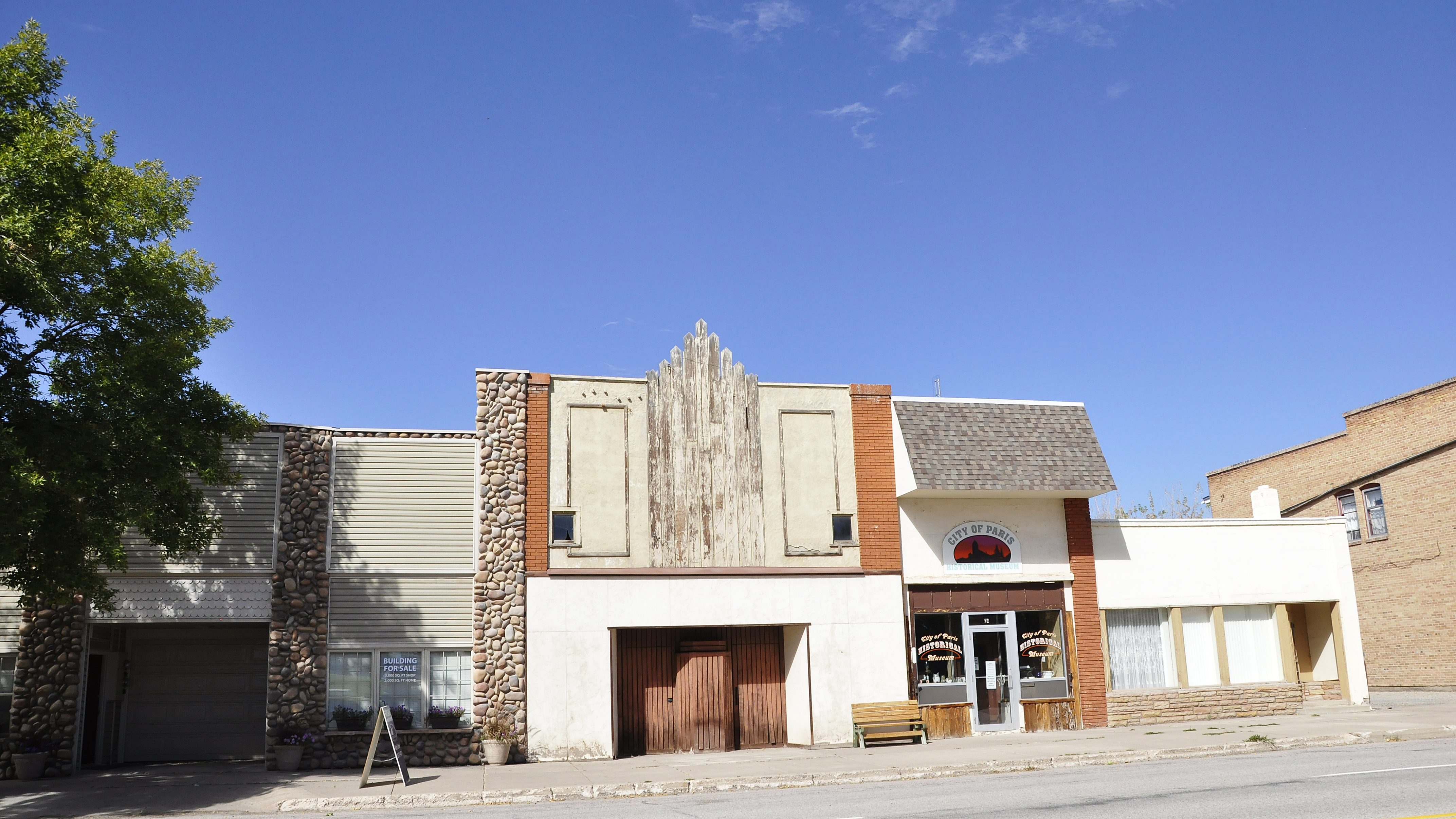
Paris
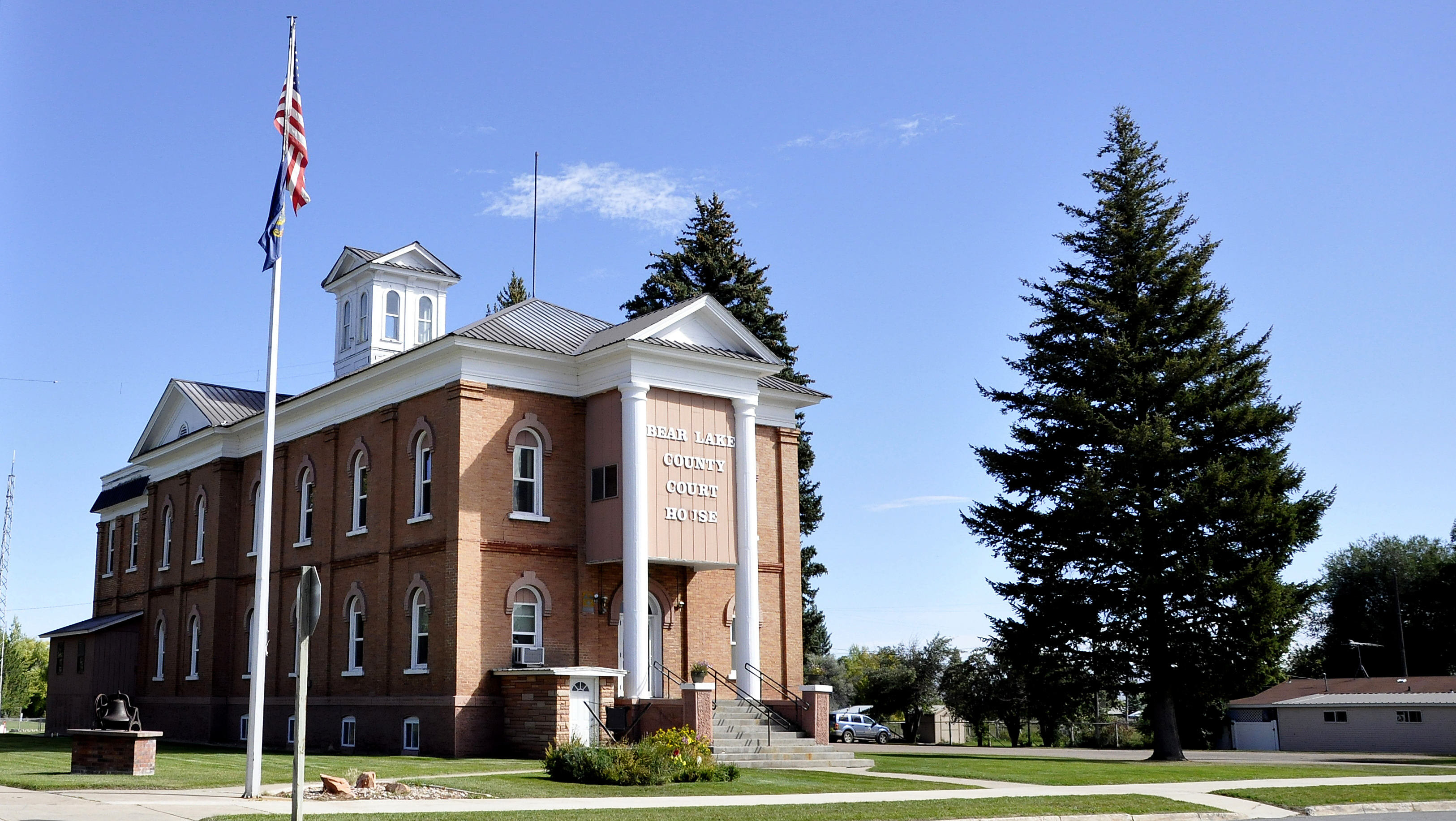
Gerechtsgebouw van Bear Lake County in Paris
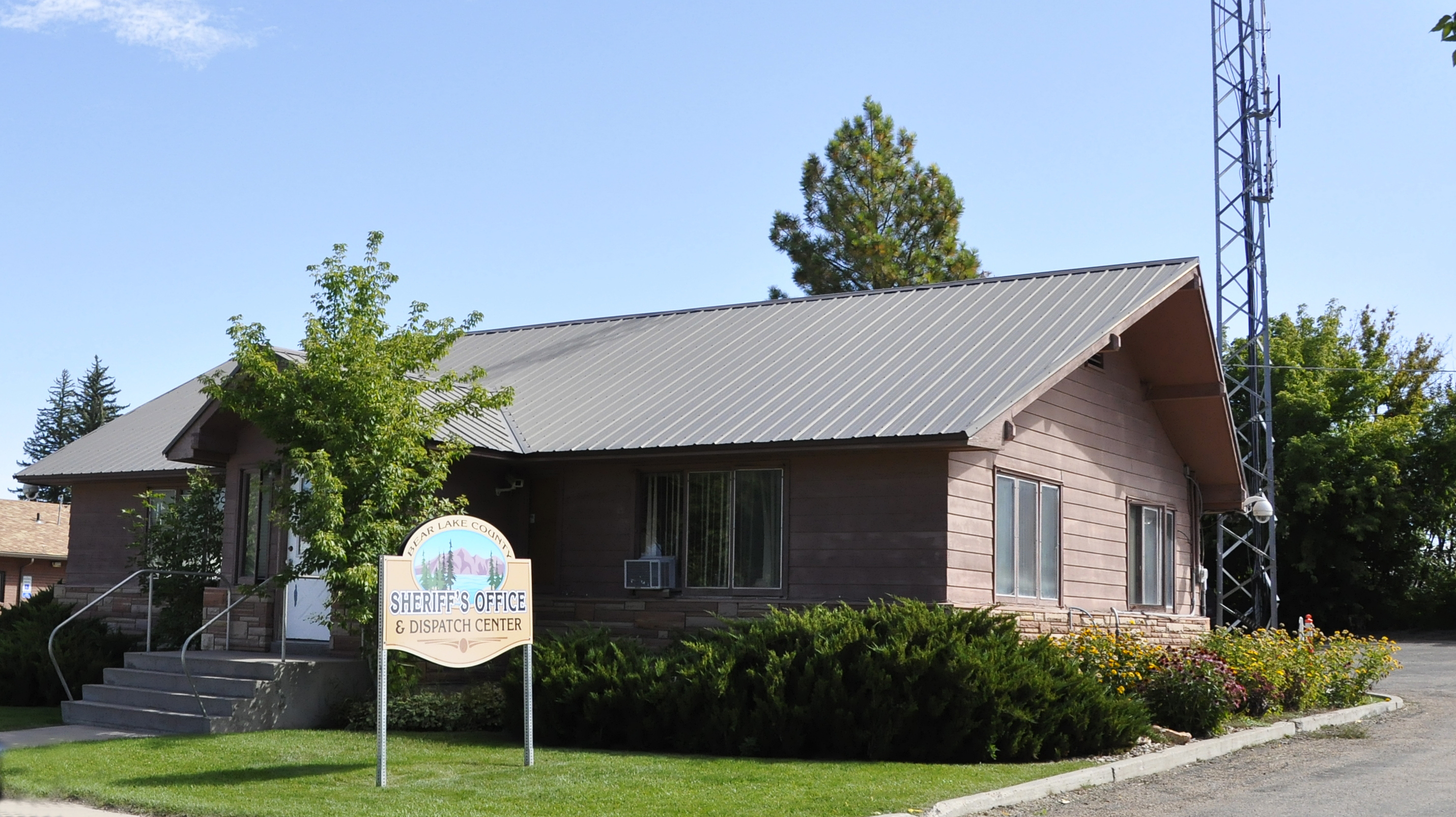
Kantoor van de sheriff in Paris

## Plaatsen in de nabije omgeving
De onderstaande figuur toont nabijgelegen plaatsen in een straal van 36 km rond Paris.